# Calvatia cyathiformis
Calvatia cyathiformis är en svampart som först beskrevs av Louis-Augustin Bosc d’Antic, och fick sitt nu gällande namn av Andrew Price Morgan 1890. Calvatia cyathiformis ingår i släktet Calvatia och familjen Agaricaceae.   Inga underarter finns listade i Catalogue of Life.

## Källor

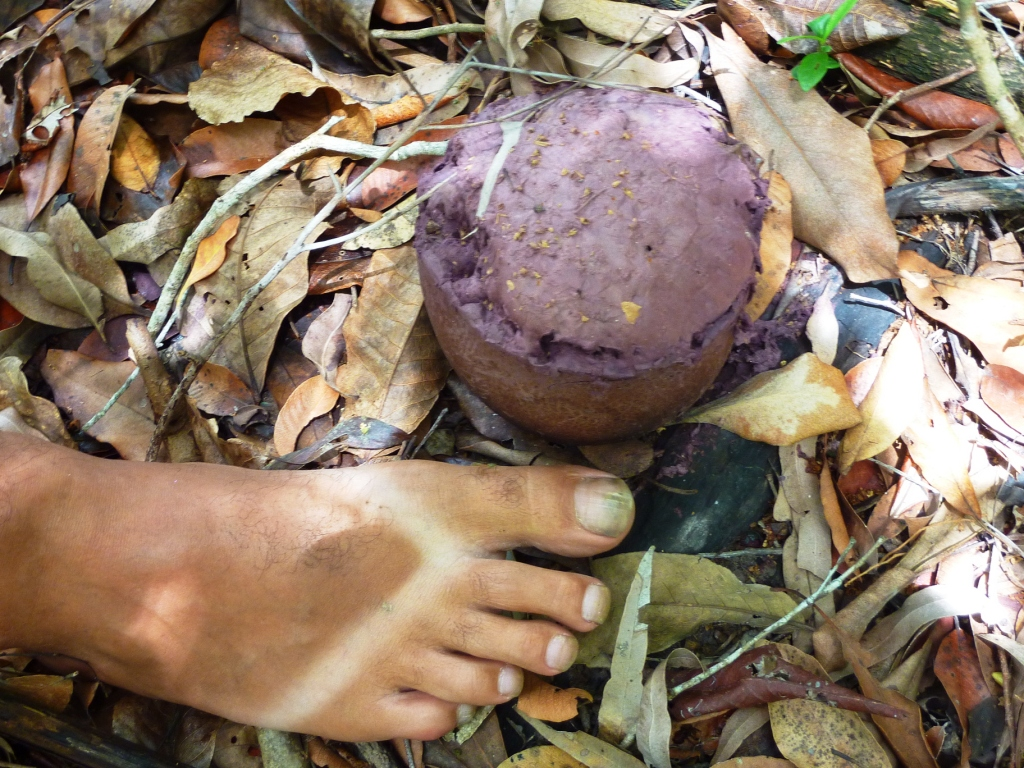
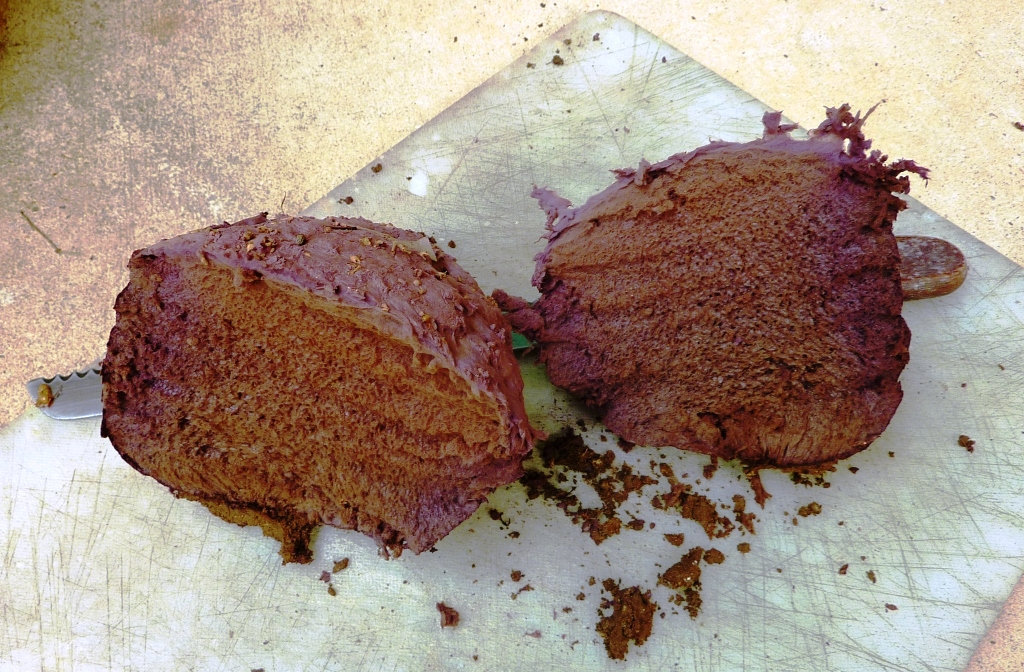